# Aavo Pikkuus
Aavo Pikkuus (Kapera, 23 novembre 1954) è un ex ciclista su strada estone, fino al 1991 sovietico.

## Palmarès

### Olimpiadi
- 1 medaglia:
  - 1 oro (Montréal 1976 nella corsa a cronometro a squadre)

### Mondiali
- 3 medaglie:
  - 1 oro (San Cristóbal 1977 nella corsa a cronometro a squadre)
  - 2 argenti (Mettet-Yvoir 1975 nella corsa a cronometro a squadre; Nürburg 1978 nella corsa a cronometro a squadre)